# زیر پای مادر
زیر پای مادر نام مجموعه تلویزیونی به کارگردانی بهرنگ توفیقی و تهیه کنندگی زینب تقوایی می‌باشد. این مجموعه تلویزیونی در ماه رمضان (خرداد ماه) ۱۳۹۶ از شبکه یک سیما پخش شد. این سریال در ۲۷ قسمت ساخته شده است.

## خلاصه داستان
خلیل دشتی (کامبیز دیرباز) معروف به خلیل کبابی پدری است که از همسر سابقش آتنه (بهناز جعفری) وفا ندیده و بیست سال پسرش را دور از مادر، بزرگ کرده. اکنون پسرش اشکان (مجید نوروزی)، قصد دارد با دختری بنام ستاره (درسا بختیار) ازدواج کند که مشخص می‌شود دختر خوانده دایی‌اش است. چالش خلیل دوباره آغاز می‌شود و او باید با خانواده رنگرزها هم‌نوا شود اما این هم‌نوایی او را با زنی با اصل و نسب بنام رخساره (پریوش نظریه) آشنا می‌کند که برای خلیل نماد زن آرزوهایش است.

## بازیگران
- کامبیز دیرباز درنقش خلیل دشتی (خلیل کبابی) پدر اشکان
- بهناز جعفری درنقش آتنه رنگرز ( مادر اشکان )
- پریوش نظریه درنقش رخساره ( مادر ستاره )
- مهدی سلطانی درنقش اسماعیل نفر ( پدر پروانه )
- بهزاد فراهانی درنقش بیژن رنگرز ( پدر آتنه و صدرا )
- حمیدرضا هدایتی درنقش خسرو، پدر رخساره
- مریم بوبانی درنقش ثریا ( مادر آتنه و صدرا )
- علیرضا آرا درنقش صدرا رنگرز ( همسر سارا )
- آتیلا پسیانی درنقش سرهنگ
- مجید واشقانی درنقش سهراب دشتی ( برادر خلیل ، همسر بیتا )
- مجید نوروزی درنقش اشکان دشتی ( پسر خلیل ، همسر ستاره )
- درسا بختیار درنقش ستاره رنگرز ( دختر رخساره ، همسر اشکان )
- نوید خداشناس درنقش جمال ( دایی پروانه )
- داریوش سلیمی درنقش شاهینی
- امیر وطن‌زاد
- سیامک ادیب درنقش کریم
- آزاده سدیری درنقش پروانه نفر ( دختر اسماعیل )
- مهدیه نساج درنقش سارا ( زن صدرا )
- پاوان افسر درنقش بیتا ( زن سهراب )

## عوامل
- زینب تقوایی (تهیه‌کننده)
- بهرنگ توفیقی (کارگردان)
- سعید نعمت‌الله (نویسنده)[۳]